# Fahrwiderstand
Der Fahrwiderstand bezeichnet die Summe der Widerstände, die ein Landfahrzeug mit Hilfe einer Antriebskraft überwinden muss, um mit einer konstanten oder beschleunigten Geschwindigkeit auf einer horizontalen oder geneigten Strecke zu fahren.

## Komponenten des Fahrwiderstandes
Der Fahrwiderstand setzt sich aus verschiedenen Komponenten zusammen, die als Reaktionskräfte aufgrund der Bewegung des Fahrzeugs auf der Fahrbahn und durch die Luft entstehen. In erster Linie sind die Beträge der Vektorkomponenten parallel zur Fahrtrichtung gemeint, obwohl seitliche Kraftkomponenten diese übertreffen können.

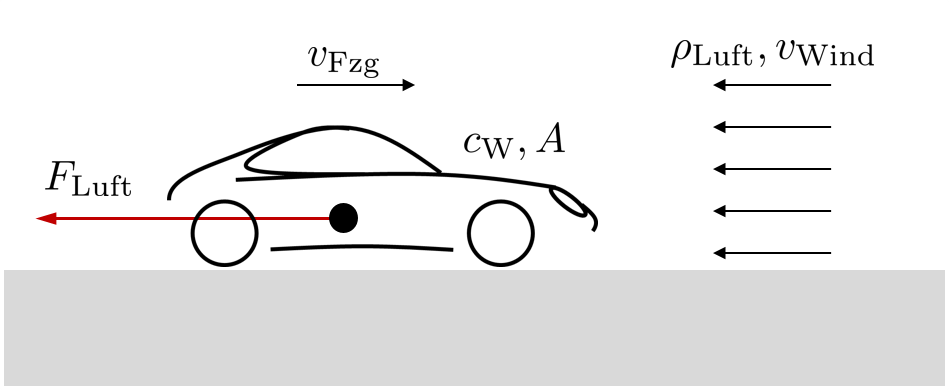
Luftwiderstand

- Der Luftwiderstand ist abhängig von der aerodynamischen Form des Fahrzeuges inklusive Luftreibung (Luftwiderstandsbeiwert), der dazu passenden Fläche, und der Luftdichte. Bei Annahme von konstanten Werten steigt der Luftwiderstand quadratisch mit der Fahrgeschwindigkeit:
 {\displaystyle F_{\text{Luft}}=c_{\text{W}}\cdot A\cdot {\frac {\rho _{\text{Luft}}\cdot v_{\text{rel}}^{2}}{2}}}

| {\displaystyle F_{\text{Luft}}}     | Luftwiderstandskraft |
| {\displaystyle \rho _{\text{Luft}}} | Luftdichte (auf Meereshöhe bei 20 °C etwa 1,2 kg/m³)                                                                                                |
| {\displaystyle c_{\text{W}}}        | von der Form des Fahrzeuges abhängiger Strömungswiderstandskoeffizient/Luftwiderstandsbeiwert (geringfügig geschwindigkeitsabhängig), dimensionslos |
| {\displaystyle A}                   | Projizierte Stirnfläche (Stirnfläche im Schattenriss)                                                                                               |
| {\displaystyle v_{\text{rel}}}      | Relativgeschwindigkeit {\displaystyle (v_{\text{Fzg}}+v_{\text{Wind}})} des Fahrzeuges,                                                             |

Dabei wird die Richtung von {\displaystyle v_{\text{Wind}}} als parallel zu {\displaystyle v_{\text{Fzg}}} angenommen. Gegenwind wird dazu addiert, Vorwind abgezogen.

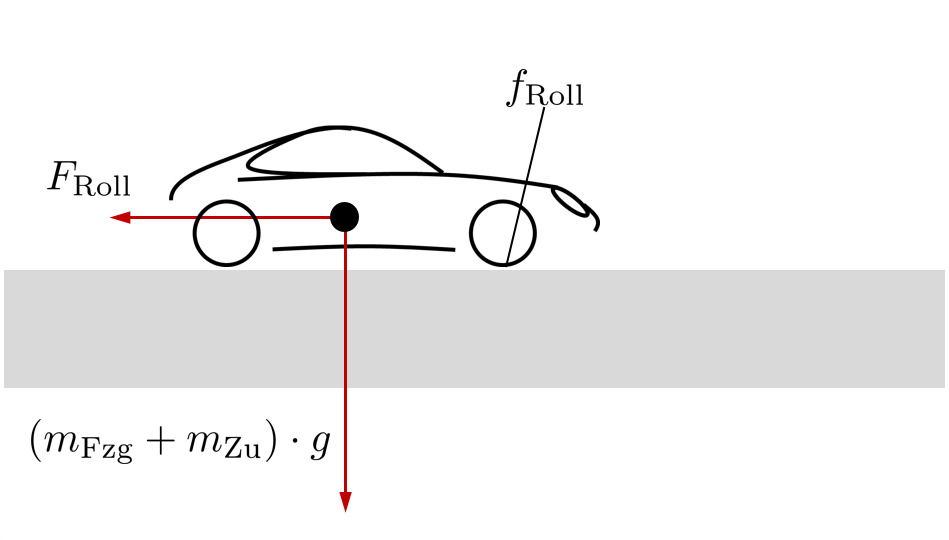
Rollwiderstand

- Der Rollwiderstand ist bedingt durch die Verformungsarbeit von Reifen und Fahrbahn an den Kontaktstellen. Die Verformung hat ihre Ursache durch die Normalkraft der Fahrzeugmasse in Verbindung mit den elastischen Eigenschaften der Fahrbahn und der Reifen. Man kann ihn vereinfachend nach folgender Formel ermitteln:
 {\displaystyle F_{\text{Roll}}=c_{\text{R}}\cdot m_{\text{Fzg}}\cdot g}

| {\displaystyle F_{\text{Roll}}} | Rollwiderstand                                                                        |
| {\displaystyle m_{\text{Fzg}}}  | Masse des Fahrzeuges inklusive Zuladung                                               |
| {\displaystyle g}               | Schwerebeschleunigung, (an der Erdoberfläche g ≈ 9,81 m/s²)                           |
| {\displaystyle c_{\text{R}}}    | Rollwiderstandskoeffizient (näherungsweise geschwindigkeitsunabhängig), dimensionslos |

Für eine genaue Berechnung bei größeren Steigungen wird die Formel mit der Normalkraft verwendet: {\displaystyle F_{\text{Roll}}=c_{\text{R}}\cdot F_{\text{N}}=c_{\text{R}}\cdot m_{\text{Fzg}}\cdot g\cdot \cos(\alpha )}

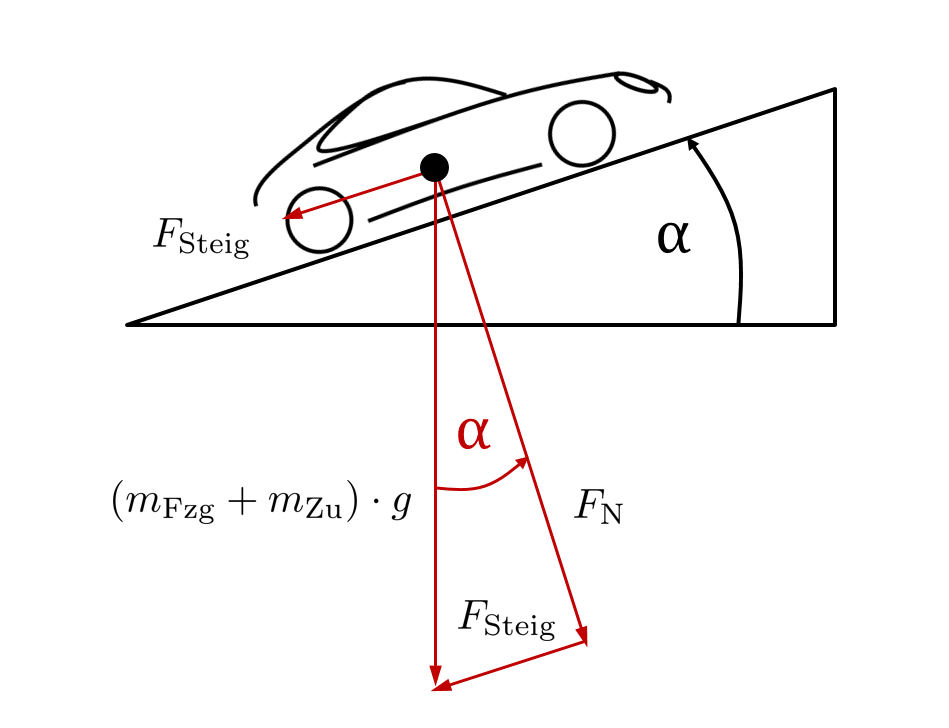
Steigungswiderstand

- Der Steigungswiderstand entsteht beim Befahren einer Steigung. In einem Gefälle ist der Steigungswiderstand negativ. Vereinfachend gilt:
 {\displaystyle F_{\text{Steig}}=m_{\text{Fzg}}\cdot g\cdot \sin(\alpha )}

| {\displaystyle F_{\text{Steig}}} | Steigungswiderstand                                        |
| {\displaystyle \alpha } | Steigungswinkel, im Gefälle als negativer Wert einzusetzen |
| Hinweis: Im Straßenverkehr ist es üblich, Steigungen und Gefälle in % auszudrücken. Wählt man den Wert s für die Steigung in %, so ergibt sich mit der Hilfsgröße {\displaystyle p={\frac {s\,\%}{100\,\%}}} der Zusammenhang {\displaystyle \tan(\alpha )=p} und {\displaystyle F_{\text{Steig}}=m_{\text{Fzg}}\cdot g\cdot {\frac {p}{\sqrt {1+p^{2}}}}} |                                                            |

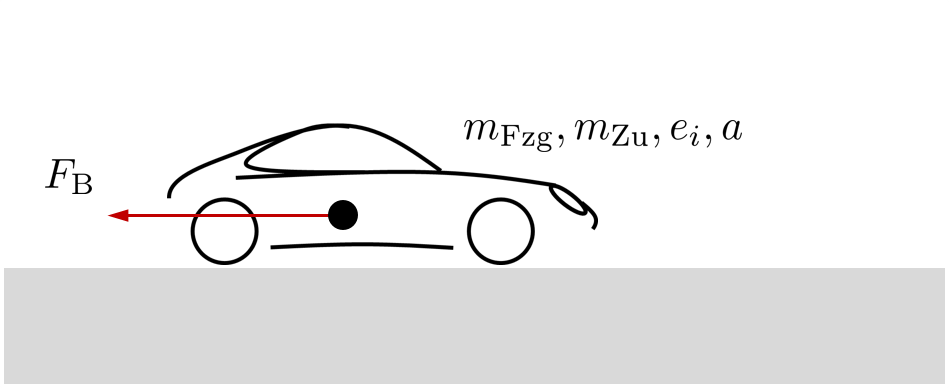
Beschleunigungswiderstand

- Der Beschleunigungswiderstand tritt auf, wenn das Fahrzeug seine Geschwindigkeit ändert. Eine Verzögerung ist als negative Beschleunigung einzusetzen:
 {\displaystyle F_{\text{B}}=\left(e_{i}\cdot m_{\text{Fzg}}\right)\cdot a}

| {\displaystyle F_{\text{B}}} | Beschleunigungswiderstand |
| {\displaystyle e_{i}}        | Massenfaktor (>1), der die Trägheitsmomente der beschleunigten, rotierenden Massen im Antriebsstrang berücksichtigt (Abhängig von der aktuellen Getriebeübersetzung), dimensionslos |
| {\displaystyle a}            | Beschleunigung des Fahrzeuges |

- Seitliche Kräfte

Durch allfällige Querneigung und Kurvigkeit der Fahrbahn, nicht parallele Räder des Fahrzeugs und Seitenwind entstehen Seitenkräfte auf die Reifen, die sich als einen erhöhten Rollwiderstand bemerkbar machen. 
Je mehr der Wind seitlich der Bewegungsrichtung einfällt, desto kleiner wird auch die Gegenwind-Komponente, so dass die windbedingte Luftwiderstandskomponente ab einem bestimmten Winkel verschwindet und dann zur Vorwind-Komponente wird, welche den gesamten Fahrwiderstand reduzieren oder ganz aufheben kann: das Fahrzeug "segelt". Bei Formen mit einem relativ richtungsunabhängigen {\displaystyle c_{\text{W}}} findet das nur bei langsamen Fahrgeschwindigkeiten und starkem Wind von hinten statt. Fahrzeuge mit einer Stromlinienform können bereits mit schwachen seitlichen Winden segeln oder zumindest ihren Fahrwiderstand reduzieren.
Die Fahrwiderstand ist die Summe aus den genannten Kräften:
{\displaystyle F_{\text{FW}}=F_{\text{Luft}}+F_{\text{Roll}}+F_{\text{Steig}}+F_{\text{B}}}

## Erforderliche Antriebsleistung

Leistung versus Geschwindigkeit für ein Standardrad mit Fahrer auf einer 1% Steigung

Eng mit dem Fahrwiderstand verknüpft ist die Frage nach der Antriebsleistung, die erforderlich ist, um eine bestimmte Geschwindigkeit zu erreichen und welche Höchstgeschwindigkeit ein Fahrzeug erreichen kann. Dazu wird die Antriebskraft benötigt. Sie beträgt bei parallel verlaufender Windrichtung oder Windstille gleich viel wie der Fahrwiderstand:
{\displaystyle F_{\text{Antrieb}}={\text{−}}F_{\text{FW}}}
Das Minuszeichen deutet die entgegengesetzte Richtungen der beiden Kraftvektoren an. Für die Berechnung der Antriebsleistung werden nur Beträge verwendet. Sie ergibt sich als Antriebskraft multipliziert mit der Geschwindigkeit {\displaystyle v_{\text{Fzg}}} des Fahrzeugs, geteilt durch den Wirkungsgrad {\displaystyle \eta }:
{\displaystyle P_{\text{Antrieb}}=F_{\text{Antrieb}}\cdot v_{\text{Fzg}}/\eta }
Eine grafische Darstellung mit Separierung der Komponenten kann mittels einer Tabellenkalkulation oder online erstellt werden.

## Erzielbare Geschwindigkeit
Für die Berechnung der Höchstgeschwindigkeit wird angenommen, dass keine Beschleunigung mehr stattfindet. Damit lässt sich die Höchstgeschwindigkeit aus folgender Gleichung bestimmen mit {\displaystyle v_{\text{rel}}=v_{\text{Fzg}}+v_{\text{Wind}}}:
{\displaystyle v_{\text{Fzg}}\cdot \left(v_{\text{rel}}^{2}\cdot {\frac {\rho _{\text{Luft}}}{2}}\cdot c_{W}\cdot A+m_{\text{Fz}}\cdot g\cdot (c_{\text{R}}+\sin(\alpha ))\right)-P_{\text{Antrieb}}=0}
Unter der weiteren Annahme {\displaystyle v_{\text{Wind}}=0} vereinfacht sich die Gleichung:
{\displaystyle v_{\text{Fzg}}^{3}\cdot {\frac {\rho _{\text{Luft}}}{2}}\cdot c_{W}\cdot A+v_{\text{Fzg}}\cdot m_{\text{Fz}}\cdot g\cdot (c_{\text{R}}+\sin(\alpha ))-P_{\text{Antrieb}}=0}
Diese kubische Gleichung lässt sich nicht einfach nach {\displaystyle v_{\text{Fzg}}} umstellen und auflösen, aber das Problem ist auf Umwegen gemäß Cardanische Formeln analytisch lösbar. Zwei Artikel gehen detailliert darauf ein und liefern Berechnungswerkzeuge.
Mit Beschleunigung

Geschwindkeitszunahme eines Rennrads und eines vollverschalten HPVs bei je zwei Rollwiderstandsbeiwerten und einer konstanten Leistung, aufgetragen nach Distanz

Mit vielzeiligen Tabellenkalkulationen lässt sich der Geschwindigkeitsverlauf von Stillstand bis zur Endgeschwindigkeit darstellen, also mit Beschleunigung, aufgetragen als Funktion der Zeit oder der Distanz. Im Bild wird der Unterschied zwischen einem Rennrad und einem sehr aerodynamischen Fahrzeug gezeigt, beide mit je einem guten und einem extrem guten Rollwiderstandsbeiwert, und einer konstanten Leistung von 235 W. Während das Rennrad seine Endgeschwindigkeit nach etwa 200 m erreicht und der unterschiedliche Rollwiderstand praktisch keine Rolle spielt, benötigt das aerodynamische Fahrzeug etwa 10 km und der Unterschied im Rollwiderstand macht fast 10 km/h aus.
Beispiel
Welche Motorleistung (Leistung an der Kurbelwelle) ist erforderlich, damit ein PKW bei Windstille auf der Ebene eine konstante Geschwindigkeit von 200 km/h halten kann?
Fahrzeugspezifische Daten:
{\displaystyle (m_{\text{Fz}}+m_{\text{Zu}})}:1900 kg (Fahrzeugmasse + Zuladung)
{\displaystyle c_{\text{W}}}: 0,3 (Luftwiderstandsbeiwert)
{\displaystyle A}: 2 m² (Projizierte Stirnfläche)
Weitere Daten:
{\displaystyle \rho _{\text{Luft}}}: 1,2 kg/m³ (Luftdichte auf Meereshöhe bei 20 °C)
{\displaystyle f_{\text{Roll}}}: 0,0175 (Rollwiderstandsbeiwert auf trockenem Asphalt)
Einsetzen der angenommenen Werte und jeweils des Divisors 3,6 (km/h je m/s) in die Gleichung ergibt eine erforderliche Antriebsleistung von ca. 80 kW.
Wenn man realistischerweise einen Verlust im Antriebsstrang des PKW von 15 % annimmt (Wirkungsgrad 0,85), wäre die erforderliche Motorleistung (an der Kurbelwelle) ca. 94 kW.
Bei einer Geschwindigkeit von 200 km/h beträgt der Leistungsanteil, der zur Überwindung des Luftwiderstandes erforderlich ist, ca. 77 %. Der Anteil für die Überwindung des Rollwiderstandes beträgt ca. 23 %. Bei höheren Geschwindigkeiten nimmt der Leistungsanteil für den Luftwiderstand weiter zu, bei geringeren Geschwindigkeiten entsprechend ab. Beim Leistungsanteil für den Rollwiderstand verhält es sich genau umgekehrt. Im Beispiel halten sich bei einer Geschwindigkeit von ca. 110 km/h der Leistungsbedarf für den Luftwiderstand und für den Rollwiderstand in etwa die Waage.
Bei Motorrädern beispielsweise spielt der Rollwiderstand eine deutlich geringere Rolle. Bei Tempo 200 km/h liegt der Anteil für die Leistung zur Überwindung des Rollwiderstandes vergleichsweise bei nur ca. 5 % (23 % beim PKW). Dies liegt an der im Vergleich zum PKW deutlich geringen Fahrzeugmasse, welche proportional zum Rollwiderstand ist (vgl. Formel für {\displaystyle F_{\text{Roll}}}).
Interessant ist in diesem Zusammenhang auch folgende Betrachtung:
Welche Motorleistung ist erforderlich um konstant mit einer Geschwindigkeit von 220 km/h zu fahren, also 20 km/h schneller als im Beispiel?
Ein erneutes Einsetzen ergibt jetzt eine Motorleistung von ca. 120 kW. Es sind also ca. 28 % mehr Motorleistung erforderlich um noch 20 km/h schneller fahren zu können!